# Talladora d'embotit

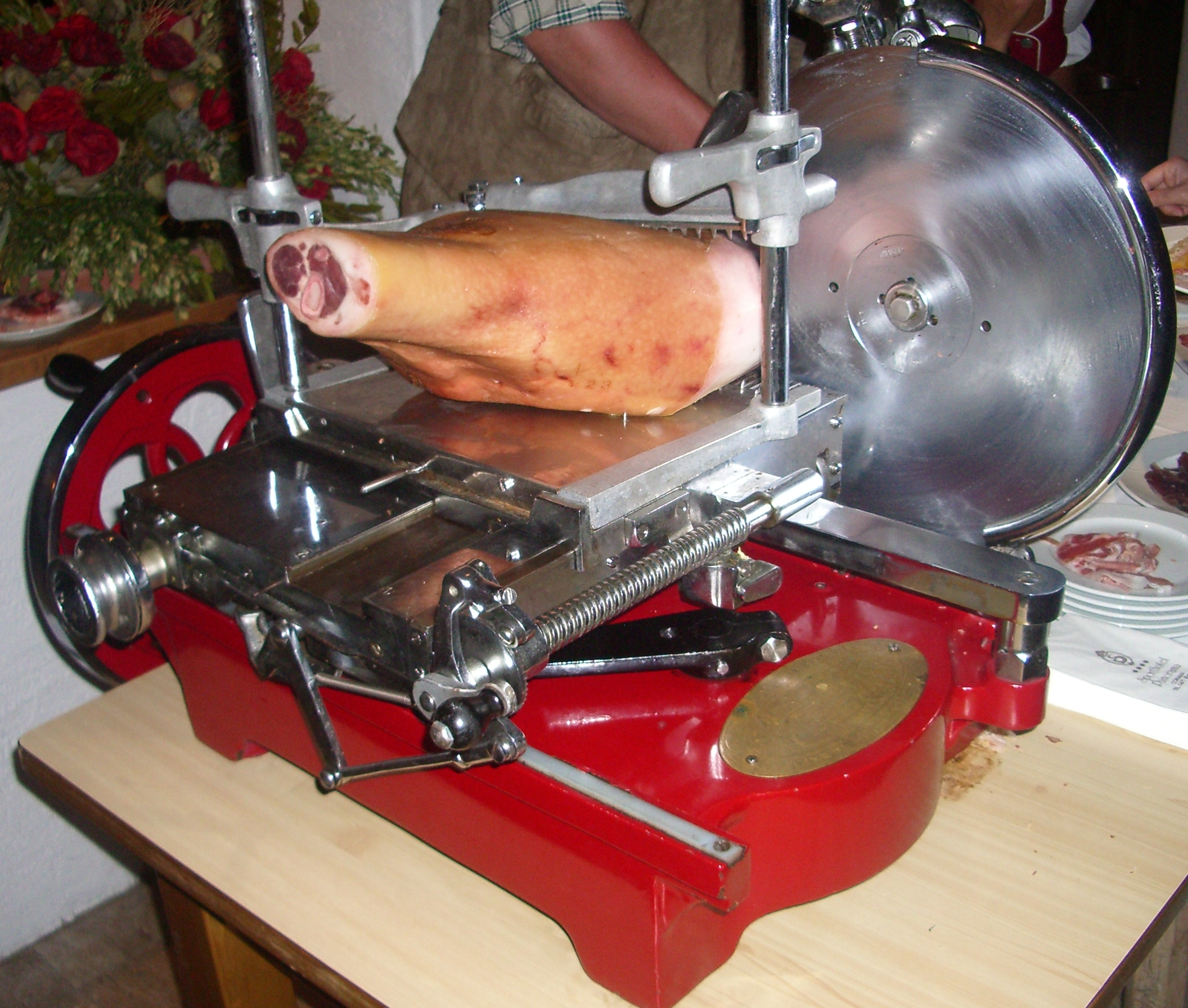
Antiga talladora d'embotit

Una talladora d'embotit és una màquina utilitzada a les carnisseries i xarcuteries per tallar carns, llonganisses i altres productes. Comparat amb un ganivet senzill, utilitzar una talladora d'embotit requereix menys esforç i a la vegada la textura del menjar es manté més intacta. Les talladores poden ser ajustades fàcilment per tallar talls de gruix variable.
La primera talladora de pernil va ser inventada per Wilhelm van Berkel a Rotterdam el 1898. Altres models més antics funcionaven amb una manovella mentre que, generalment, els models més nous utilitzen un motor elèctric. Tot i que les talladores són tradicionalment estris comercials, versions d'ús domèstic han anat apareixent al mercat.